# HD 33142
HD 33142 は太陽系から394光年の距離にある見かけの等級が8等級の橙色巨星である。
この星には3つの太陽系外惑星が見つかっている。

## 物理的性質
HD 33142はスペクトル型K0IIIの橙色巨星で、広義の赤色巨星である。有効温度は5,025 K、表面重力(log g) は3.38、半径は4.2太陽半径、質量は1.52太陽質量、光度は10.0太陽光度と推定されている。年齢は27億年（±1.4億年）で、主系列段階を終えて膨張しながら赤色巨星分枝へ入りつつある恒星である。回転拡幅から測定された自転速度に基づいて計算された自転周期は106日である。しかし、自転速度と自転傾斜角の双方が上限値あるいは下限値でしか分かっていないため、計算された自転周期も不確かである:4。自転に同期しているような周期的変光も見つかっていない:4。
HD 33142はTESSによって、2つの観測セクター（セクター5と32）に渡って観測されたが、惑星トランジットに対応した変光は検知されなかった:4。TESSが観測した光度はほぼ一定で安定しており、この恒星は光度の安定した不活発な恒星だと考えられている:4。アーカイブ化されたヒッパルコス衛星の測光データの分析でも変光は見つかっていない:4。
この星は「引退したA型星 (Retired A star)」、すなわち、かつて主系列星だった時代にはA型主系列星だったと考えられている。

## 惑星系
HD33142には土星から木星クラスの質量をもつ惑星が3つ発見されている。いずれも視線速度法による発見で、知られている質量は下限質量である。惑星の要目は研究毎にに多少異なるものが報告されている。以下の表は2022年のTrifonovらの研究に基づく。
| 名称 （恒星に近い順） | 質量                | 軌道長半径 （天文単位） | 公転周期 (日) | 軌道離心率         | 軌道傾斜角 | 半径 |
| --------------------- | ------------------- | ----------------------- | ------------- | ------------------ | ---------- | ---- |
| d                     | >0.20+0.02 −0.03 MJ | 0.452± 0.003            | 89.9 ± 0.1    | 0.191+0.140 −0.128 | —          | —    |
| b                     | >1.26±0.05 MJ       | 1.074± 0.007            | 330.0 ± 0.4   | 0.049+0.032 −0.030 | —          | —    |
| c                     | >0.89+0.06 −0.05 MJ | 1.955+0.016 −0.012      | 810 ± 4       | 0.081+0.055 −0.047 | —          | —    |

### 発見
最初の惑星HD 33142 b（以下惑星b）は2011年にJohnsonらによって報告された:4。この研究は準巨星を対象にした視線速度サーベイの結果発見された18個の惑星を伝える内容で、惑星bはその1つとして含まれていた。
HD 33142 c（以下惑星c）は2016年にBryanらによって報告された:4。この分析では2011年のJohnsonの惑星の存在を前提とし、視線速度の残差から追加の惑星を探した結果惑星cが発見された。その要目は公転周期834±29日、下限質量が6木星質量というものだった。
2019年のLuhnらの研究ではBryanらの研究とは異なる観測データセットを分析に用い、惑星bの存在を再確認するとともに惑星cに相当する惑星を独立して発見・報告している:14。この研究における惑星cの要目は公転周期809±26日、質量が0.62木星質量というものだった:7、質量においてはBryanらの先行研究と食い違いがある。ただし惑星cの存在を示す視線速度の変動は統計的にはまだ不確かなもので、確認にはさらなる観測が必要だとされた:14。なおこの研究では、2016年のBryanらの研究やそこで報告されていた惑星cには言及していない。
2022年のTrifonovらの研究では惑星bとcが改めて検出され、惑星cは周期809日、質量0.89木星質量というLuhnらの研究に近い要目になっている。またこの研究では既知の二つの惑星の内側の軌道に公転周期89.9日、下限質量1.26木星質量の惑星HD 33142 d(以下惑星d)が新たに発見されている。

### 惑星系の将来
HD 33142の惑星系の将来は2つの要素の影響を受ける。一つは惑星相互の重力が引き起こす力学的不安定であり、もう一つは急激に膨張しつつある主恒星の影響である。
HD 33142の惑星系は大質量の惑星が比較的狭い軌道間隔で並んでおり、軌道の力学的不安定を起こしやすい状況にある。Trifonovらの研究によればこの惑星系は一応は安定ではあるが、初期条件をランダムに生成した1000個のシミュレーションでは33.3%が100万年のシミュレーション期間内に軌道不安定を起こすという結果となった:12。不安定を起こしたシミュレーションにおける不安定を起こすまでの惑星系の存続期間の中央値は8500年に過ぎなかった:11
HD 33142は主系列段階を終え膨張して赤色巨星へ変化しつつあり、HD 33142は今後3億年の間に赤色巨星分枝段階と漸近巨星分枝段階の二回に渡って急激な膨張を起こした末に核融合を停止して白色矮星になる。赤色巨星分枝段階では恒星の物理的半径は最大で1.0天文単位程度までに膨張するとみられている。この時、膨張した恒星の強い潮汐効果により惑星の軌道長半径は縮小する。この軌道の変化は惑星の軌道の安定性にも影響しうる。シミュレーションによれば、HD 33142の内側の2つの惑星（惑星dと惑星b）は恒星が赤色巨星分枝段階の最大半径に達する以前に軌道の縮小を起こして恒星にのみ込まれると予測されている。一方で、最も外側にある惑星cは赤色巨星分枝時代の恒星の膨張を生き延び、恒星の質量放出に伴って一時的に軌道半径が拡大するが、結局は漸近巨星分枝時代の二回目の膨張の際に恒星にのみ込まれると予測されている:13